# Muzejska palača
Muzejska palača (izvirno italijansko Palazzo Nuovo) je ena izmed palač v Rimu, ki stoji na Kapitolskem trgu (Piazza del Campidoglio) in je razstavno mesto Kapitolskih muzejev (italijansko Musei Capitolini).
Leta 1655 sta jo, po naročilu papeža Inocenca X., zgradila Girolamo in Carlo Rainaldi, kot popolno kopijo nasproti stoječe Konservatorske palače (Palazzo dei Conservatori).

## Zgodovina
Palača je bila zgrajena šele v 17. stoletju, verjetno v dveh fazah, pod vodstvom Girolama Rainaldija in nato njegovega sina Carla Rainaldija, ki jo je dokončal leta 1663. Vendar pa je treba zasnovo, vsaj fasado, pripisati Michelangelu Buonarrotiju.
Palača je bila zgrajena pravzaprav pred Konzervatorsko palačo (zapira pogled s trga na baziliko Santa Maria v Aracoeli ), ki zvesto reproducira pročelje, ki ga je oblikoval Michelangelo s verando v pritličju in rahlo poševno usmeritvijo, v primerjavi s Senatsko palačo, da bi dokončali simetrično zasnovo trga, za katerega je značilna trapezna oblika.
V prvi fazi del je bila fasada postavljena s portikom. Med drugo fazo del za gradnjo preostale stavbe je bil izveden izkop proti Aracoeli, rušenje nasipa, na katerem je bil  vodnjak Marforio, ki je bil razstavljen, da bi ga nato namestili na notranje dvorišče Palazzo Nuovo. Od 19. stoletja se uporablja za muzeje. Notranja dekoracija iz lesa in pozlačene štukature je še vedno originalna.

### Kapitolski muzeji
Kapitolski muzeji hranijo najstarejšo javno zbirko umetnin na svetu.
V Palači kapitolskega muzeja danes hranijo umetniška dela iz antične Grčije in Rima (predvsem restavriranih antičnih kipov), v njej je tudi uprava Kapitolskih muzejev. 
Muzej v Konservatorski palači ustanovil papež Sikst IV. leta 1471, zbirke pa so za njim še dopolnili papeži Pij V., Klemen XII., Benedikt XIV., Klemen VIII. in Pij VI.

## Arhitektura in zbirke

### Dvorišče
Leta 1603 je Klemen VIII. zagotovil financiranje gradnje Palazzo Nuovo in postavil temeljni kamen. Gradbišče se je končalo leta 1654, pod pontifikatom Inocenca X.
Med 16. in 17. stoletjem so se zbirke rimskih starin postopoma obogatile z odkrivanjem novih mojstrovin preteklosti; pol zunanja območja palače postanejo privilegirana mesta za izpostavljenost velikih starodavnih skulptur, ki se množijo v atrijih in dvoriščih. Niše, stebri in pilastri s policami na različnih višinah, reliefi, poprsja in starodavne glave, okus po scenografiji se kaže v svojih najboljših oblikah. Dvorišče je osrednja točka vhoda, pogosto je vidno s trga, na katerem se odpirajo stavbe, starejše litografije nam dajejo predstavo o tej želji po »predstavi«.
Sredi atrija Palazzo Nuovo, ki prečka zunanji prehod, glavni vhod in železna vrata, se vstopi v notranji prostor velikega dvorišča. Videti je kot majhen notranji trg z opečnimi zavesnimi stenami, ki ukrivlja korito vodnjaka in nišo, v katero je vstavljen kip Marforio. Slikovit vodnjak Marforio je bil morda tako privlačen po odkritju v 16. stoletju na Marsovem forumu (Martis Forum, ime, ki so ga starodavni pripisovali Avgustovskem forumu). Kolosalni kip je leta 1594 obdržal tipičen atribut Oceana Ruggera Bescapèja in ga postavil na Kapitol blizu nasipa Aracoeli in v simetričnem položaju glede na podobna kipa obeh rek (Tibere in Nile), postavljen pred pročeljem Konzervatorske palače od leta 1513.
Številni strokovnjaki v Marforiou zaznavajo upodobitev Tibera ali drugega rečnega božanstva, ki se v starih časih nanaša na vodnjak. Figura leži naslonjen na levi roki z obrazom obrnjenim v gledalca, z značilnimi dolgimi lasmi, zelo gosto brado in brki. Lik je stilistično pripisan flavijski dobi (1. stoletje našega štetja) in je bil posebej znamenit, saj je bil v renesansi uporabljen za objavljanje »paskvinatov«, obrekovalnih spisov proti vladi, ki so jih Rimljani podpisali z imenom Pasquino.
Na novem vodnjaku v ozadju dvorišča je Klemen XII. leta 1734 postavil spominsko ploščo ob odprtju Kapitolskega muzeja in ga nadgradil z lastnim grbom. Štirje kipi so bili postavljeni na končni ograji s pogledom na vodnjak, ki so jih zdaj nadomestili štirje doprsni kipi. Kasneje je bil v središču vodnjaka portret papeža Corsinija; njegove dimenzije se zdijo izven obsega v primerjavi s kolosalnimi dimenzijami Marforioja.
Marforio je bil postavljen na dvorišče obdan s starodavnimi kipi; dve pravokotni niši, uokvirjeni v travertinu, sta po različnih spremembah dobili oba kipa Satirov, ki sta na glavah nosili košaro s sadjem. Oba kipa sta bili najdena v Rimu v bližini gledališča Pompeo in dolgo časa ostala nedaleč od kraja odkritja, na dvorišču Palazzo della Valle (slučajno se ne imenuje Satira iz Valle). Gre za dva zrcalna kipa, ki prikazujeta boga Pana, ki sta se verjetno uporabljala kot atlanta v arhitekturni strukturi gledališča. Obdelava marmorja in upodabljanje vzorcev omogoča, da ju datiramo v pozno helenistično dobo.
Desna stran se uporablja kot razstavišče za sarkofag, okrašen z lovskimi prizori, za dva doprsna kipa (idealna ženska glava in živahna glava na robatem poprsju) in dve hermi (Erma barbata 1 in Erma barbata 2) v dveh majhnih nišah, uokvirjenih v travertinu nad dvemi vhodnimi vrati v prostore (danes se ne uporabljajo več). Nad napisom papeža Aleksandra VII.
Na dvorišču so tudi trije sivi granitni stebri, ki jih najdemo v templju Izide na Campo Marzio (steber egipčanskega tipa 1, steber egipčanskega tipa 2 , steber egipčanskega tipa 3). Friz je reliefno vklesan okoli stebla, kot v columnae coelatae (stebri so delno vgrajeni v zid), na vsakem so predstavljeni štirje pari duhovnikov, ki stojijo na visokih stolčkih. Nekateri so ujeti v trenutku, ko darujejo božanstvu, drugi pa v širjenju svetih predmetov. Duhovniki imajo obrite glave z lovorjem, v višini pazduh nosijo oprijete obleke, ki se razlikujejo od tistih na kanopskih vrčih z dolgimi ogrinjali in povešenimi rokami, glede na obred.
Na eni in na drugi strani velikega vodnjaka so bili štirje cipollino stebri (do sredine dvajsetega stoletja na vrhu z marmornatimi poprsji, zdaj v muzeju zaradi ohranitvenih razlogov).

### Dvorana egiptovskih spomenikov
Med pontifikatom Klemena XI. so pridobili vrsto kipov, najdenih na območju Vile Verospi Vitelleschi (Horti Sallustiani), ki so v starih časih krasili egiptovski paviljon, ki ga je Adriano zgradil znotraj hortija. Štirje kipi so bili postavljeni v Palazzo Nuovo.
V 18. stoletju so zbirko povečali z novimi kipi, leta 1748 pa je bila celo postavljena Stanza del Canopo, ki je zbirala skulpture iz Hadrijanove vile in templja Izide v Campo Marzio.
Leta 1838 je bila večina del prenesena v Vatikan. Leta 1907 je Orazio Marucchi delno obnovil to jedro in tako prvič dal življenje egipčanski zbirki, ki jo sestavljajo artefakti, ki niso bili preneseni iz Egipta, ampak vsi, ki izhajajo iz rimskih izkopavanj Iseo Campense, Vile Adriana in rimskega ozemlja na splošno. Arheolog je tako dokazal pomen, ki ga ima egipčanska kultura v rimski družbi.
Dvorana egiptovskih spomenikov je danes dostopna skozi dvorišče; za velikimi steklenimi stenami stojijo velika granitna dela. Med najbolj reprezentativnimi deli sta velik krater v obliki zvona iz vile Adriana in niz živali, simbola najpomembnejših egiptovskih bogov: krokodila, dveh cinocefalov, vrabca, sfinge, hrošča, itd.

### Pritlične sobe na desni
So tri sobe v pritličju desno od atrija. Tu so epigrafski spomeniki; med vsemi je pomembno omeniti drobce post-cesarskih rimskih koledarjev, v katerih so rezultati novega leta, ki jih je Cezar opredelil 365 dni in seznami sodnikov, imenovanih Fasti Minori, v povezavi z najbolj znanimi fasti (Fasti consulares in Fasti moderni).
V prvi sobi so številni portreti rimskih zasebnikov, med katerimi omenimo še Germanika, sina Drusa Maggiora ali samega Drusa Maggiora (sredina 1. stoletja našega štetja).
Med najpomembnejšimi deli moramo omeniti itinerar T. Statilius Aper e Orcivia Anthisin in sarkofag z reliefi, ki prikazuje epizodo iz Ahilovega življenja.

### Galerija slik
Iz pritličja se pride do dvoramnih stopnic, na koncu katerih se začne Galerija. Povezuje različne razstavne prostore in obiskovalcu ponuja veliko in raznoliko zbirko kipov, portretov, reliefov in epigrafov, ki jih od 18. stoletja urejajo naključno, z enim očesom obrnjenim bolj na arhitekturno simetrijo in na celoten okrasni učinek kot na zgodovinsko-umetniški in arheološki.
Na stenah so epigrafi majhne velikosti, vključno z veliko skupino iz kolumbarija svobode.
V Galeriji so med drugimi omembe vrednimi deli ohranjeni drobci Herkulove noge, ki se bori s Hidro (močno predelani med restavriranjem v 17. stoletju), kip ranjenega bojevnika (od tega je le trup starodaven, ostalo pa je novo) restavriran med letoma 1658 in 1733), kip Lede z labodom, majhna kipca fanta Herakla, ki je zadušil kačo in Erosa, ki je nasedel vrvi.
Tu so še:
- Sala delle Colombe
- Gabinetto di Venere
- Sala degli Imperatori
- Sala dei Filosofi
- Salone
- Sala del Fauno in
- Sala del Galata